# Ernst von Bernuth
 (avril 2024).
Ernst Philipp von Bernuth (né le 6 juin 1833 au château d'Aspel (de) à Haldern, mort le 30 décembre 1923 à Düsseldorf) est un officier et peintre allemand.

## Biographie
Ernst von Bernuth est le fils de l'administrateur prussien du district de Rees Friedrich Heinrich von Bernuth (1789-1859) et de Johanna van den Broek (1802-1845). Son frère Julius von Bernuth (de) (1830-1902) devient professeur et directeur du conservatoire de Hambourg.
Ernst von Bernuth entreprend d'abord de devenir officier. En 1861, il épouse Hélène Louise Tendering (1835-1915). Lieutenant prussien et commandant de compagnie dans la guerre des Duchés, il reçoit lors de la bataille d'Als en 1864 une perforation au poumon mettant sa vie en danger. Après sa guérison, il est promu capitaine en 1865 et mis à disposition en 1867. Pendant la durée de la guerre franco-allemande de 1870, Bernuth est réactivé et agit comme commandant d'étape à Düsseldorf.
Après des premières tentatives autodidactes de dessin et de peinture, avec ses amis Ludwig Hugo Becker et Ernst Bosch à Wesel, Ernst von Bernuth suit le cours de peinture de paysage d'Oswald Achenbach à l'académie des beaux-arts de Düsseldorf à l'âge de 35 ans. En 1871, il est membre de l'association des artistes de Malkasten et fait temporairement partie de son conseil d'administration. Il est également membre de l'Association des artistes de Düsseldorf (de) pour le soutien et l'entraide. Son portrait, peint par Adolf Lins, se trouve à la maison Malkasten (de) à Düsseldorf.

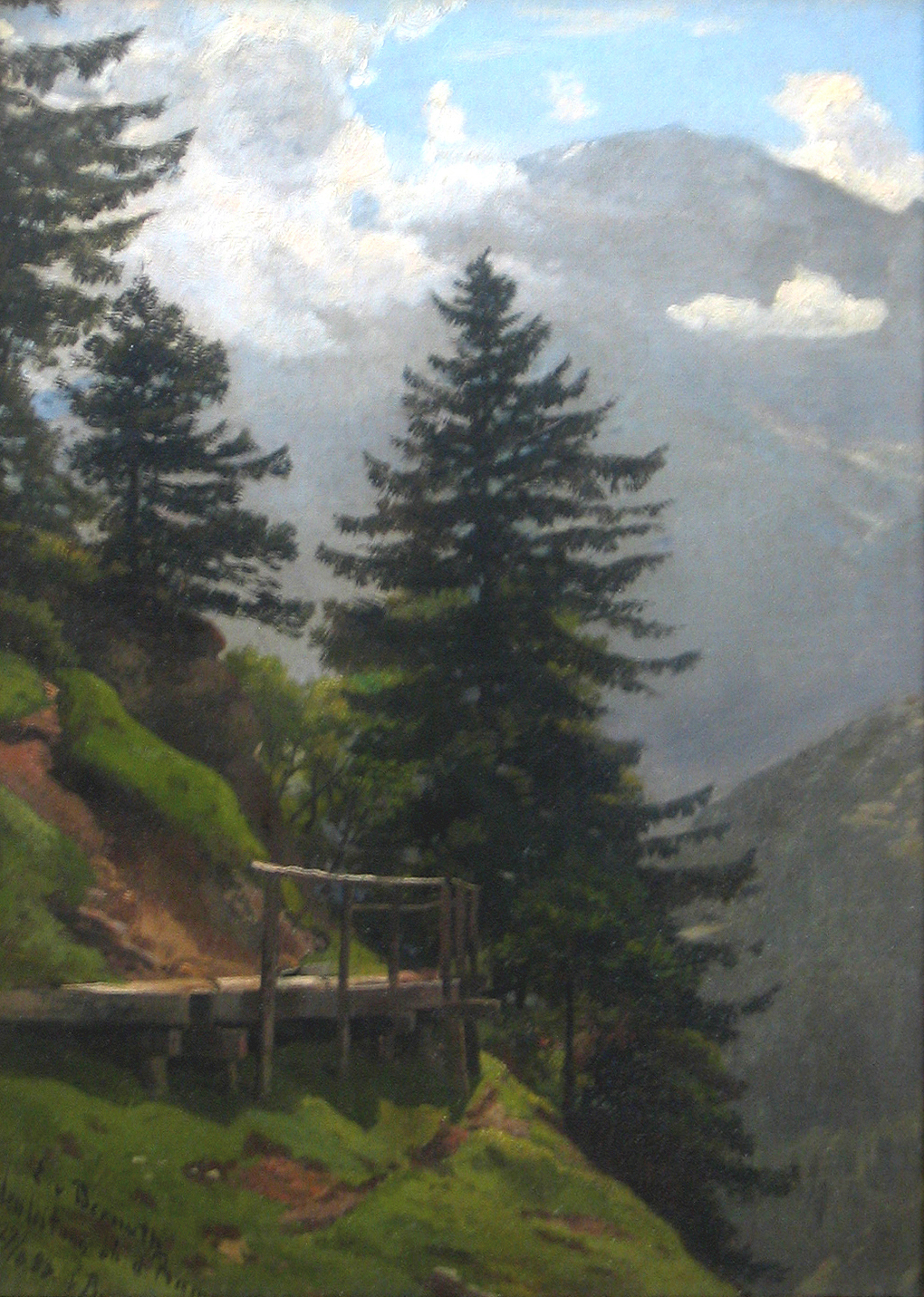
Sodenleitung ob d. Ramsau, 1883.

Ernst von Bernuth peint principalement des paysages forestiers allemands baignés de soleil, qu'il complète souvent par des figures de staffage, à l'occasion de séjours sur le Rhin et la Weser, dans l'Eifel, dans le Hunsrück et la forêt de Teutberg, à Borkum ainsi qu'en Haute-Bavière et en Autriche, où il saisit de nombreux motifs pour un traitement ultérieur dans des dessins, dans des études à l'huile, mais aussi photographiquement. La composition de sections de paysage plus étroites et plus larges, souvent vues d'une position élevée, suit la tradition de la peinture de paysage de Düsseldorf fondée par Johann Wilhelm Schirmer dans les années 1840, dans le sillage du "Paysage idéal", et les tendances de son professeur Oswald Achenbach pour les découpes naturelles et les couleurs plus amples et plus douces. Il participe aux expositions annuelles de l'Association d'art pour la Rhénanie et Westphalie (de), de l'Association des artistes de Düsseldorf et de l'Académie prussienne des arts de Berlin.
Sa fille, Pauline von Bernuth (1865-1914), sera également peintre. Ses œuvres, principalement des natures mortes, sont présentées dans les galeries d'Eduard Schulte et de Bismeyer & Kraus à Düsseldorf.